# Państwowa Ogólnokształcąca Szkoła Muzyczna II stopnia im. Karola Szymanowskiego w Katowicach
Państwowa Ogólnokształcąca Szkoła Muzyczna II stopnia im. Karola Szymanowskiego w Katowicach – szkoła muzyczna w Zespole Państwowych Szkół Muzycznych im. Wojciecha Kilara w Katowicach, łącząca kształcenie muzyczne z ogólnokształcącym położona w Katowicach, na osiedlu Tysiąclecia, przy ulicy Ułańskiej 7b.

## Historia
Początki szkoły sięgają 1937 roku, kiedy to wojewoda śląski w strukturze Śląskiego Konserwatorium Muzycznego w Katowicach utworzył 2-letnie Liceum Muzyczne, pierwszą tego rodzaju placówkę w Polsce. Twórcą liceum i jego pierwszym dyrektorem (lata 1937–1939) był prof. Faustyn Kulczycki. Pierwszy egzamin dojrzałości w Liceum zdało w maju 1939 roku 11 uczniów. Po zakończeniu działań wojennych szkoła wznowiła swoją działalność w marcu 1945 roku jako Państwowe Gimnazjum i Liceum Muzyczne. W 1949 roku powstało 5-letnie Liceum Muzyczne, które w 1960 roku otrzymało imię Karola Szymanowskiego. W wyniku kolejnych reorganizacji szkolnictwa polskiego kilkakrotnie zmieniano nazwę i strukturę szkoły. Od 1999 roku szkoła funkcjonuje jako 6-letnia Państwowa Ogólnokształcąca Szkoła Muzyczna II st. im. Karola Szymanowskiego w Zespole Państwowych Szkół Muzycznych w Katowicach, który od 2014 roku nosi imię Wojciecha Kilara.

## Siedziba
Pierwszą siedzibą zarówno szkoły, jak internatu był neogotycki gmach katowickiego Konserwatorium Muzycznego (późniejsza Państwowa Wyższa Szkoła Muzyczna – obecnie Akademia Muzyczna im. Karola Szymanowskiego) przy ulicy Wojewódzkiej 33. Pierwotnie szkoła zajmowała jedynie parter i sutereny budynku, jednak w późniejszym okresie powiększono ją o barak obok budynku głównego.
W latach 90. XX wieku, po wielu staraniach, rozpoczęła się w Katowicach na osiedlu Tysiąclecia przy ulicy Ułańskiej 7 budowa Zespołu Szkół Artystycznych dla Państwowej Ogólnokształcącej Szkoły Muzycznej II stopnia oraz dla Zespołu Szkół Plastycznych. W 1999 roku ukończono budowę, a szkoła przeniosła się do nowego budynku.

## Struktura szkoły
W roku 1994 Państwowe Liceum Muzyczne im. Karola Szymanowskiego weszło razem z 6-letnią Państwową Podstawową Szkołą Muzyczną im. Stanisława Moniuszki w skład Zespołu Państwowych Szkół Muzycznych, kierowanego przez dyrektora liceum. Od tego czasu szkoła nosi nazwę Państwowej Ogólnokształcącej Szkoły Muzycznej II stopnia, w której nauka trwa 6 lat: edukacja ogólnokształcąca dzieli się na klasy 7 i 8 szkoły podstawowej oraz 4 lata liceum ogólnokształcącego.
Edukacja muzyczna odbywa się w sekcjach:
- przedmiotów ogólnomuzycznych,
- fortepianu, akordeonu i organów,
- instrumentów smyczkowych, gitary klasycznej i harfy,
- instrumentów dętych i perkusji,
- rytmiki, chóru i orkiestry.

## Dyrektorzy i kadra pedagogiczna

### Kadra pedagogiczna
W skład grona nauczycielskiego wchodzą wybitni artyści: soliści, nauczyciele akademiccy, kameraliści i muzycy orkiestrowi, przede wszystkim z Narodowej Orkiestry Symfonicznej Polskiego Radia oraz Filharmonii Śląskiej. Wśród pedagogów coraz większą liczbę stanowią absolwenci szkoły.

### Dyrektorzy szkoły
- Faustyn Kulczycki (1937–1939)
- Józef Powroźniak (1945–1951)
- Marcin Szeligiewicz (1951–1962)
- Felicja Kisielińska (1962–1963)
- Franciszek Janicki (1963–1964)
- Aleksander Warykiewicz (1964–1989)
- Jerzy Sieczka (1989–2007)
- Stanisław Maliszewski (2007–2012)
- Bernadeta Stańczyk (od 2012)

### Znani nauczyciele
- Wiktor Gadziński (1950–1962)

## Działalność i osiągnięcia
Do tradycji szkoły, od 1945 roku, weszły doroczne koncerty zespołów i solistów – wyróżniających się uczniów klas maturalnych, którzy występują także od roku 1975 z orkiestrą Filharmonii Śląskiej.
Jedną z inicjatyw szkolnych jest, organizowany od 1991 roku, Ogólnopolski Konkurs Kompozytorski Patri Patriae dla uczniów średnich szkół muzycznych oraz młodych kompozytorów – w celu uczczenia pontyfikatu, a obecnie pamięci Ojca Świętego Jana Pawła II. Od V edycji konkurs ma zasięg międzynarodowy.
Stowarzyszenie Absolwentów i Sympatyków Liceum Muzycznego w Katowicach powstało 30 maja 1998 roku z inicjatywy absolwentki Teresy Mastalerz, przy wsparciu ówczesnego dyrektora Jerzego Sieczki. Powołane zostało na zjeździe absolwentów, który odbył się przy okazji jubileuszu 60-lecia istnienia szkoły. Stowarzyszenie zamilkło na niemal dekadę. Reaktywowano je ponownie w 2007 roku, znów dzięki staraniom Teresy Mastalerz i życzliwości ówczesnego dyrektora Stanisława Maliszewskiego. Stowarzyszenie wspiera artystyczny rozwój uczniów i wspomaga działalność szkoły. Podczas walnego zjazdu członków Stowarzyszenia Absolwentów i Sympatyków Liceum Muzycznego w Katowicach w dniu 18 marca 2024 roku, organizacja zmieniła swoją nazwę na Stowarzyszenie Przyjaciół ZPSM im. W. Kilara w Katowicach. Stowarzyszenie obecnie kieruje swoje działania do społeczności obu szkół Zespołu Państwowych Szkół Muzycznych im. Wojciecha Kilara w Katowicach.
Prezesi zarządu stowarzyszenia:
- Teresa Mastalerz (1998–2007)
- Aleksandra Maciejczyk (2007–2012)
- Bernadeta Stańczyk (2012)
- Ewa Mikołajczyk (2012–2024)
- Aleksandra Żemła (od 2024)[5]

## Absolwenci
Do roku 2012 Liceum Muzyczne w Katowicach ukończyło ponad 2500 absolwentów. Wielu z nich to artyści światowej sławy, soliści, kompozytorzy, pedagodzy, muzycy orkiestrowi, organizatorzy życia muzycznego, m.in.: Tadeusz Żmudziński (absolwent z 1946), Lidia Kozubek (1948), Kazimierz Kord (1949), Witold Szalonek (1949), Józef Świder (1949), Wojciech Kilar (1950), Jadwiga Romańska (1950), Zdzisław Szostak (1950), Józef Bok (1950), Kazimierz Michalik (1951), Napoleon Siess (1951), Krystyna Szostek-Radkowa (1952), Tadeusz Strugała (1953), Kazimierz Morski (1957), Jerzy Sulikowski (1958), Edward Bogusławski (1959), Aleksander Glinkowski (1960), Piotr Szalsza (1961), Andrzej Grabiec (1967), Eugeniusz Knapik (1970), Aleksander Lasoń (1970), Aureli Błaszczok (1974), Adam Rozlach (1975), Krystian Zimerman (1975), Grzegorz Olkiewicz (1978), Stanisław Sojka (1978), Tadeusz Wicherek (1979), Marcin Pospieszalski (1982), Ewa Kupiec (1983), Roland Orlik (1984), Arkadiusz Tesarczyk (1984), Beata Warykiewicz-Siwy (1984), Bogusław Furtok (1986), Anna Górecka (1986), Adam Taubitz (1986), Sławomir Grenda (1987), Magdalena Lisak (1989), Anna Tyka (1992), Szymon Krzeszowiec (1993), Andrzej Otremba (1994), Dominik Połoński (1996), Hubert Salwarowski (1997), Piotr Banasik (2001), Aleksander Gabryś (1993), Marcin Dylla (1995), Szczepan Kończal (2004), Adam Krzeszowiec (2006).
Od 2005 roku społeczność szkolna nagradza najwybitniejszych absolwentów statuetką Summa cum laude (Z najwyższą pochwałą). Otrzymali ją do tej pory: Krystian Zimerman, Wojciech Kilar, Aleksander Warykiewicz, Tadeusz Strugała i Piotr Szalsza.

## Zespoły szkolne

### Chór żeński POSM II St. Im. Karola Szymanowskiego w Katowicach
Chór żeński Państwowej Ogólnokształcącej Szkoły Muzycznej powstał w 1945 roku – początkowo jako zespół mieszany, a od 1964 roku jako chór żeński. Był kierowany przez dyrygentów: Karola Stryję, Józefa Klimanka, Edmunda Kajdasza, Franciszka Janickiego, Jana Wojtachę. Od 1981 roku prowadzony jest przez Mirosławę Knapik. Zespół dał wiele koncertów w kraju i za granicą, a na festiwalach, konkursach i przesłuchaniach, zdobywał liczne nagrody oraz wyróżnienia. Brał udział w prestiżowych koncertach i festiwalach międzynarodowych, dokonał także licznych prawykonań polskiej muzyki współczesnej. Zespół współpracuje z Filharmonią Śląską w Katowicach oraz innymi orkiestrami regionu. W swoim dorobku posiada nagrania fonograficzne, radiowe i telewizyjne.

### Młodzieżowa Orkiestra Symfoniczna im. Karola Szymanowskiego
Młodzieżowa Orkiestra Symfoniczna im. Karola Szymanowskiego to orkiestra symfoniczna, złożona z uczniów szkoły, będących w klasach od III do VI. Zespół orkiestrowy został założony w roku 1945 roku przez Karola Stryję. Dnia 29 marca 1997 roku z okazji 60 rocznicy śmierci Karola Szymanowskiego przyjął imię tego kompozytora. Po Karolu Stryji prowadzenie orkiestry obejmowali dyrygenci: Czesław Orsztynowicz, Napoleon Siess, Zdzisław Szostak, Renard Czajkowski, Aleksander Warykiewicz, Sławomir Chrzanowski, Jan Miłosz Zarzycki oraz Szymon Bywalec. Od 2015 do 2020 roku orkiestrę prowadził Maciej Tomasiewicz, natomiast obecnym dyrygentem jest Wojciech Wantulok.
Orkiestra ma za sobą liczne koncerty w kraju (m.in. w Filharmonii Narodowej, Teatrze Wielkim), jak i za granicą (m.in. w Australii i Kanadzie, we Włoszech, Francji i innych krajach europejskich).
Gościnnie dyrygowali orkiestrą szkolną: Jerzy Maksymiuk, Marek Pijarowski, Jerzy Salwarowski, Massimiliano Caldi.
Orkiestra nagrała kilka płyt kompaktowych oraz wiele audycji radiowych i telewizyjnych.
Młodzieżowa Orkiestra Symfoniczna im. K. Szymanowskiego regularnie bierze udział w projektach takich jak: festiwal Szalone Dni Muzyki – La Folle Journée organizowany przez Centrum Edukacji Artystycznej i Orkiestrę Sinfonia Varsovia, Piano Tężnia Festiwal, projekt realizowany w ramach Budżetu Obywatelskiego Miasta Katowice i wielu innych.

### Inne zespoły
W szkole działa wiele zespołów, m.in.: chór męski, orkiestra dęta, oraz wiele sekcyjnych, oraz między-sekcyjnych zespołów kameralnych, jak np.: kwartet klarnetowy, czy kwintet instrumentów dętych blaszanych.